# Panno grosso bergamasco
Il panno grosso bergamasco è un tipo di panno, un tessuto pregiato ruvido, caldo e molto robusto. 

## Storia
La sua origine risale al Medioevo nelle zone della Val Gandino, in particolare nella località di Leffe e nella conca del monte Farno, dove contribuì a dare vita a un florido mercato della lana. La lavorazione dei panni lana fu importante per tutta la bassa val Seriana che ha creato ricchezza e famiglie che proprio grazie a questa attività diventarono molto facoltose, tra queste le famiglia di Albino, già nel XIV secolo e dopo il 1428 con la Repubblica di Venezia. La lana per la produzione dei panni, proveniva dalla Campania o era prodotto spagnolo. 
La produzione richiedeva l'impiego di più persone per compiere i numerosi passaggi di lavoro. La prima fase consisteva nella scelta della lana e il suo accurato lavaggio. Seguivano poi lavori di battitura e pettinatura, lavoro che veniva svolto da personale salariato. Contrariamente la filatura e tessitura era lavoro svolto proprio dai valligiani. Il passo successivo era dei follatori che lavoravano in piccoli laboratori personali, posti in prossimità dei corsi d'acqua e del Serio, dove con le gualchiere infeltrivano i panni. I panni dovevano poi essere lavati e posti su apposite “chiodere o tenditori”, generalmente posti sui prati, dove i panni in prossimità degli opifici o delle abitazioni. Il lavoro finiva nelle botteghe dove i panni dovevano essere ultimati con la garzatura e cimatura.
La tintura ebbe uno sviluppo successivo. La tintura doveva essere eseguita in locali posti per statuto a valle degli opifici così che non vi fosse inquinamento delle acque. Nella località albinese risulta che vi fossero ben quattro tintorie attive già nel Quattrocento. Per la maggior parte venivano venduti i panni bianchi che erano quelli d'uso dalla gente comune, quelli colorati risulta fossero venduti da commercianti della pianura lombarda e emiliana ma che erano personaggi sempre bergamaschi che avevano occupato nuovi territori e che mantenevano i commerci con i lanaioli della val Seriana.
Queste sue caratteristiche gli permisero di essere utilizzato, in epoche passate, soprattutto negli eserciti per divise e coperte, e contribuirono allo sviluppo economico della zona, tuttora rinomata per i propri prodotti lanieri.

## Dazi sulla lana durante la Repubblica di Venezia
La produzione di panni lana risulta fosse tanto abbondante nel Quattrocento tanto da raggiungere tutti i mercati sia italiani che d'Ungheria e del levante. Ma tanto era la produzione che la lana prodotta sul territorio bergamasco non era sufficiente. Veniva per questo acquistata in Liguria e in Piemonte fino a quando il Senato veneziano con la scusa di proteggere la produzione locale, impose alcuni dazi che arrivarono fino al 14% sul valore del prodotto. Il capitano Pietro Pizzamano dichiarava in un documento che nel 1560 si producevano “8785 panni alti, 1440 mezzani, 16480 bassi e 440 mezzetti bassi”. Questi prodotti dovevano passare attraverso la Dogana Veneta, con una grande costo per i produttori che malgrado lr importanti lamentele non fecero modificare le decisioni del Senato che risultarono essere irremovibile.
I dazi furono rilevanti per le casse veneziane, il rettore Gerolamo Leoni dichiarò di aver incassato tre milioni di lire venete e qualche anno successivo, secondo le relazioni di Giambattista Albricci questa cifra fu ulteriormente superata. 
I medesi dazi furono imposti sulla coltivazione del baco da seta ne nella seconda metà del Cinquecento avevano raggiunto un'importante produzione nella bergamasca.